# Военный переворот в Пакистане (1999)
Государственный переворот в Пакистане произошёл 12 октября 1999 года. Это был бескровный военный переворот, организованный генералом сухопутных войск Первезом Мушаррафом. Пакистанским военным понадобилось всего 17 часов для свержения власти в государстве.

## Заговор в Исламабаде

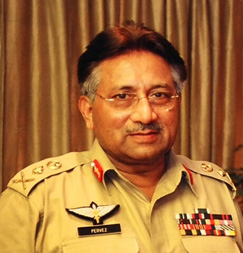
Генерал Мушарраф

Во вторник в 10:00 по пакистанскому времени генерал Мушарраф, находящийся с официальным визитом на Шри-Ланке, получил информацию, что напряжённость в отношениях между ним и премьер-министром Навазом Шарифом достигла своего предела. Шариф тайно встречался в Исламабаде с генералом Межведомственной разведки Зияуддином, они договорились что Мушарраф будет отправлен в отставку с должности начальника штаба сухопутных войск, а генерал Зияуддин займёт его место.
Узнав о заговоре, генерал Мушарраф вылетел в Карачи самолётом Пакистанских международных авиалиний из Коломбо. Тем временем в Исламабаде начальник генерального штаба генерал-лейтенант Мухаммед Азиз и глава 10-го корпуса генерал-лейтенант Махмуд Ахмед начали мобилизовать войска, дислоцированные в соседнем Равалпинди.

## Ход Наваза Шарифа
В 15:40 Наваз Шариф официально отправляет Мушаррафа в отставку и назначает генерала Зияуддина начальником штаба сухопутных войск. Однако, армия отказалась подчиняться новому командиру: Зияуддин Хаваджа не смог найти ни одного старшего офицера готового исполнять его приказы. Подозревая, что генерал Ахмед Азиз взял контроль над войсками в свои руки, Шариф решил во что бы то ни стало предотвратить попытку Мушаррафа попасть в Пакистан. У заговорщиков было менее 3-х часов для того чтобы посадить самолёт. Генерал Зияуддин пообещал премьер-министру, что он сможет взять под свой контроль армию, если Мушаррафу не дадут сесть в Карачи. Однако, генерал-лейтенант Махмуд Ахмед сохранил верность Первезу Мушаррафу и отправил 111 бригаду 10-го Корпуса в Исламабад.

## Переворот
Следующие 90 минут изменили судьбу Пакистана. Войска вошли на улицы столицы, 111 бригада захватила станцию государственного телевидения в Исламабаде. Буквально через несколько минут пакистанские семьи вместо телепередач увидели чёрный экран в телевизоре, так как телесигнал был выключен. Узнав о мятеже, Наваз Шариф попытался покинуть свою резиденцию, однако она уже была заблокирована войсками. Солдаты разоружили охранников и взяли Шарифа под домашний арест. В Лахоре под контроль военных был взят аэропорт и члены семьи Наваза не смогли вылететь в Кувейт. По всей стране армейские соединения захватывали административные здания.
Генерал Мушарраф прилетел в аэропорт Карачи в 18 часов 30 минут. Авиадиспетчеры не давали зайти на посадку этому самолёту, хотя на его борту находилось 200 пассажиров. Наваз Шариф ещё находясь у власти приказал не садить самолёт в Карачи, а отправить его в Навабшах где генерала Мушаррафа должны были встретить полицейские и заключить под стражу. Мушарраф приказал пилоту игнорировать распоряжение диспетчера и продолжать кружить над Карачи, несмотря на то, что топливо было на исходе. Затем Первез лично говорил с авиадиспетчером, требуя права на приземление, сказав, что у самолёта заканчивается топливо. Авиадиспетчер отказался, но как только к зданию аэропорта прибыли солдаты, он разрешил посадить самолёт. Самолёт покружил над Карачи более часа и приземлился в 19:47. В самолёте оставалось топлива только на 7 минут.
К этому времени вооружённые силы Пакистана контролировали все телевизионные станции, административные здания и коммуникационные инфраструктуры. Всё правительство страны было взято под стражу.

## Обращение генерала Мушаррафа к нации
В 22:15 армия восстановила телевещание. Пятнадцать минут спустя в нижней части экрана прошла бегущая строка, где было сказано, что премьер-министр Наваз Шариф был смещён с должности. Затем появился диктор который сделал заявление, что генерал Первез Мушарраф готов обратиться к народу. Таким образом, на государственный переворот пакистанским военным понадобилось всего 17 часов.